# حمرية باومية
حمرية باومية (الاسم العلمي:Erythrina baumii) هي نوع من النباتات تتبع جنس الحمرية من الفصيلة البقولية.